# Ionië

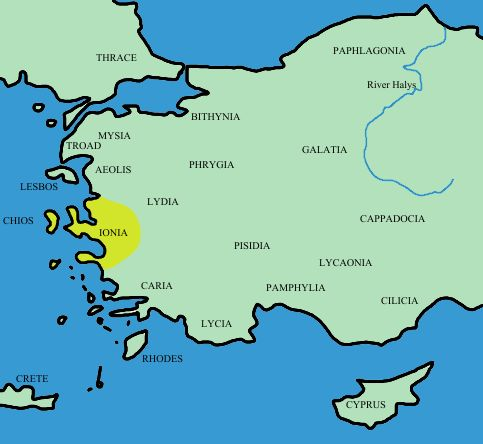
Ionië in de oudheid

Ionië als Griekse provincie, 1920-1923

Ionië was in de oudheid een landstreek langs de westkust van Klein-Azië.

## Geschiedenis
Ionië was al vroeg door de Grieken gekoloniseerd en heeft in de Griekse geschiedenis een grote rol gespeeld. Veel belangrijke denkers uit bijvoorbeeld de antieke filosofie en wetenschap kwamen ervandaan. Het gebied was het toneel van de Ionische Opstand en kwam door de veroveringen van Cyrus II rond 542 v.Chr. in handen van het Perzische Rijk. Het kwam daarmee in contact met de cultuur van het Midden-Oosten. Deze cultuur liet haar sporen na in de bouwkunst met de Ionische zuil. Ionië kwam na de mislukte aanval van Xerxes I in 480 v.Chr. hoe langer hoe meer onder invloed te staan van Athene.
De taal van de Ioniërs, het Ionisch, was een Grieks dialect. Het Ionische alfabet was iets anders dan het Attische alfabet. Belangrijke steden in Ionië waren Efeze, Milete en Smyrna. De twaalf steden van Ionië hadden hun belangen verenigd in de Ionische Twaalfstedenbond.
Ionië viel in 1918 nog een jaar onder Grieks militair gezag.
Bithynië · Cappadocië · Carië · Cilicië · Dorische hexapolis · Eolië · Frygië · Galatië · Ionië · Lycaonië · Lycië · Lydië · Mysië · Pamfylië · Paflagonië · Pisidië · Pontus · Troas